# Buchtel
Buchtel é uma vila localizada no estado norte-americano de Ohio, no Condado de Athens e Condado de Hocking.

## Demografia
Segundo o censo norte-americano de 2000, a sua população era de 574 habitantes. 
Em 2006, foi estimada uma população de 597, um aumento de 23 (4.0%).

## Geografia
De acordo com o United States Census Bureau tem uma área de 
1,2 km², dos quais 1,2 km² cobertos por terra e 0,0 km² cobertos por água.

## Localidades na vizinhança
O diagrama seguinte representa as localidades num raio de 12 km ao redor de Buchtel. 